# STRONG女子王座
STRONG女子王座（ストロングじょしおうざ）は、新日本プロレスが管理、NJPW STRONGが認定している王座。

## 歴史
2023年4月28日、「女子部門のさらなる充実のため」という理由のもと、新たに女子王座の設立を発表。5月21日、新日本プロレスロングビーチ大会にて初代王者決定トーナメントが行われ、AEW所属のウィロー・ナイチンゲールがワンデートーナメントを制して初代王者となった。

## 初代王座決定トーナメント
|  | 1回戦                                   | 1回戦                    |                                         |  | 決勝 | 決勝 |
|  |                                         |                          |                                         |  |      |      |
|  | 片エビ固め モネメーカー                 |                          |                                         |  |      |      |
|  | メルセデス・モネ                        | ○                        |                                         |  |      |      |
|  | ステファニー・バッケル                  | ●                        |                                         |  |      |      |
|  |                                         |                          | Babe With The PowerBomb（ドクターボム） |  |      |      |
|  | メルセデス・モネ                        | ●                        |                                         |  |      |      |
|  |                                         | ウィロー・ナイチンゲール | ○                                       |  |      |      |
|  | Babe With The PowerBomb（ドクターボム） |                          |                                         |  |      |      |
|  | 向後桃                                  | ●                        |                                         |  |      |      |
|  | ウィロー・ナイチンゲール                | ○                        |                                         |  |      |      |

## 歴代王者
| 歴代  | チャンピオン             | 戴冠回数 | 防衛回数 | 日付          | 場所                   |
| ----- | ------------------------ | -------- | -------- | ------------- | ---------------------- |
| 初代  | ウィロー・ナイチンゲール | 1        | 2        | 2023年5月21日 | ウォルター・ピラミッド |
| 第2代 | ジュリア                 | 1        | 9        | 2023年7月5日  | 後楽園ホール           |
| 第3代 | ステファニー・バッケル   | 1        | 4        | 2024年3月10日 | 後楽園ホール           |
| 第4代 | メルセデス・モネ         | 1        | 4        | 2024年6月30日 | UBSアリーナ            |
| 第5代 | AZM                      | 1        | 1        | 2025年5月9日  | トヨタ・アリーナ       |

## 主な記録
- 最長保持期間：313日 - メルセデス・モネ（第4代）
- 最短保持期間：45日 - ウィロー・ナイチンゲール（初代）
- 最多連続防衛回数：9回 - ジュリア（第2代）
- 最多通算防衛：9回 - ジュリア
- デビュー最長戴冠記録：15年 - ステファニー・バッケル（第3代）
- デビュー最短戴冠記録：5年8か月 - ジュリア（第2代）
- 最年長戴冠記録：32歳5か月 - メルセデス・モネ（第4代）
- 最年少戴冠記録：22歳7か月 - AZM（第5代）